# Сухоребров, Никита Захарович
Никита Захарович Сухоребров (25 марта 1901, село Александрополь, Екатеринославская губерния, Российская империя — 12 июня 1957, Ленинград, СССР) — советский военачальник, генерал-майор (29.07.1944).

## Биография

### Гражданская война
В декабре 1919 года добровольно вступил в отряд местного формирования под командой С. Ф. Склярова. После короткого обучения военному делу с группой бойцов был направлен в отряд по борьбе с бандитизмом при Павлоградской уездной ЧК. Участвовал с ним в ликвидации формирований Махно, Маруси, Бровы и других в Павлоградском уезде. В октябре 1921 года отряд был расформирован, личный состав направлен в части губернской милиции, а Сухоребров уволен в запас по болезни и убыл на родину.

### Межвоенный период
В сентябре 1922 года был призван в РККА и зачислен в 8-й Таманский кавалерийский полк 2-й Ставропольской кавалерийской дивизии им. М. Ф. Блинова, где проходил службу красноармейцем и библиотекарем полка, врид политрука команды связи.
В августе 1924 года командирован на учебу в окружную военно-политическую школу в город Ростов-на-Дону. В 1925 году вступил в ВКП(б). В августе–сентябре 1926 года будучи курсантом принимал участие в борьбе с бандитизмом в Дагестане. В октябре 1926 года окончил обучение и был направлен политруком хозяйственной роты 39-го стрелкового полка 13-й стрелковой дивизии, с мая 1927 года временно командовал этой ротой.
С января 1928 года служил политруком эскадрона в кавалерийских полках 12-й кавалерийской дивизии. С ноября 1931 года был командиром и политруком эскадрона, затем начальником полковой школы 69-го кавалерийского полка. С ноября 1933 по май 1934 года — слушатель кавалерийских КУКС РККА в городе Новочеркасск. С июня по сентябрь 1935 года временно исполнял должность начальника штаба кавалерийского полка 12-й кд, затем вновь командовал полковой школой.
В апреле 1936 года назначен помощником командира 37-го кавалерийского полка 7-й кавалерийской дивизии БВО.
С февраля по декабрь 1937 года проходил переподготовку на курсах усовершенствования при Военно-хозяйственной академии РККА им. В. М. Молотова. В сентябре 1938 года был назначен командиром 42-го горно-кавалерийского полка 19-й горно-кавалерийской дивизии в городе Самарканд. С марта 1941 года исполнял должность начальника штаба 24-й танковой дивизии 10-го механизированного корпуса ЛВО в городе Пушкин.

### Великая Отечественная война
В начале  войны дивизия с июля 1941 года в составе Лужской оперативной группы войск Северного (с августа 1941 г. — Ленинградского) фронта вела боевые действия на лужском оборонительном рубеже. 12 сентября в районе населенного пункта Вырица Ленинградской области подполковник Сухоребров был ранен и эвакуирован в госпиталь.
В конце марта 1942 года после излечения получил назначение на должность командира 32-й отдельной стрелковой бригады, входившей в состав 4-го гвардейского стрелкового корпуса 54-й армии Ленинградского фронта. Бригада участвовала в Синявинской наступательной операции 1942 года. После завершения операции она была выведена в резерв Ставки ВГК.
В марте 1943 года направлен на Северо-Западный фронт, где 11 марта назначен командиром 144-й отдельной стрелковой бригады, входившей в состав 12-го гвардейского стрелкового корпуса 34-й армии. Участвовал с ней в боях против старорусской группировки противника, за что был награждён  орденом Отечественной войны I степени.
С 17 по 30 сентября 1943 года исполнял должность заместителя командира 370-й стрелковой дивизии. С октября вступил в командование 54-й отдельной стрелковой бригадой, входившей в 44-й стрелковый корпус 22-й армии 2-го Прибалтийского фронта. В её составе принимал участие в Ленинградско-Новгородской наступательной операции, в освобождении Ленинградской и Калининской областей, за что был награждён орденом Суворова III степени.
9 мая 1944 года полковник Сухоребров назначен командиром 325-й стрелковой дивизии, сформированной на базе 23-й и 54-й отдельных стрелковых бригад. В июле её части отличились в Режицко-Двинской наступательной операции. Приказом ВГК от 9 августа 1944 года за отличия в боях за овладение городами Даугавпилс и Резекне  дивизии было присвоено наименование «Двинская», а комдиву Сухореброву вручен орден Красного Знамени и  присвоено воинское звание генерал-майор.
В августе дивизия в ходе Мадонской наступательной операции вела бои в направлении на Крустпилс. 8 августа она совместно с другими частями 22-й армии освободила город, а 10 августа форсировала реку Айвиексте и захватила плацдарм. 31 августа дивизия была передана 3-й ударной армии 2-го Прибалтийского фронта и участвовала в Прибалтийской, Рижской наступательных операциях. В период с 23 по 29 сентября она была передислоцирована в район города Паневежис, где вошла в подчинение 2-й гвардейской армии 1-го Прибалтийского фронта. С 11 октября дивизия заняла оборону восточнее города Таураге, а 20 октября — по восточному берегу реки Неман. С 20 января её части участвовали в Восточно-Прусской, Инстербургско-Кенигсбергской наступательных операциях. В ходе их дивизия вела бои в направлении на Тильзит, Рагнит, затем с 6 февраля находилась в обороне. 3 марта 1945 года дивизия вновь перешла в наступление и к 15 апреля вышла к Балтийскому морю. С 28 марта и до конца войны её части вели боевые действия в составе 2-й гвардейской армии 3-го Белорусского фронта, участвуя в Земландской наступательной операции.
За умелое выполнение поставленных задач в этих операциях генерал-майор Сухоребров был награждён орденом Суворова II степени.
С 18 по 24 апреля дивизия занимала оборону на побережье Балтийского моря, затем вновь была передана 43-й армии. С 25 апреля по 2 мая она совершила марш более 300 км, переправилась через реку Висла и сосредоточилась в районе косы Путцигер-Нерунг, где 9 мая приняла капитуляцию расположенных там войск противника.

### Послевоенная карьера
С июля 1945 года состоял в распоряжении командующего войсками СГВ, затем в октябре был назначен заместителем командира 65-й стрелковой дивизии ЛВО.
С января 1946 года — командир 56-й стрелковой дивизией.
С мая 1946 года — командир 29-й гвардейской стрелковой дивизией.
В сентябре 1946 года был переведен заместителем командира 65-й гвардейской стрелковой дивизии 10-й гвардейской армии.
С мая 1947 года занимал должность начальника военной кафедры в Ленинградском технологическом институте, с апреля 1949 года — в Ленинградском институте киноинженеров, с октября — в Ленинградской лесотехнической академии им. С. М. Кирова.
С ноября 1952 года и до конца жизни был военным комендантом Ленинграда.
Скончался 12 июня 1957 года.

## Награды
- орден Ленина (21.02.1945)
- три ордена Красного Знамени (30.07.1944, 03.11.1944, 1950)
- орден Суворова II степени (19.04.1945)
- орден Суворова III степени (17.01.1944)
- орден Отечественной войны I степени (27.07.1943)

- медали, в том числе:

- «За оборону Ленинграда»
- «За победу над Германией в Великой Отечественной войне 1941—1945 гг.»
- «За взятие Кёнигсберга»